# Yang-stijl tai chi chuan

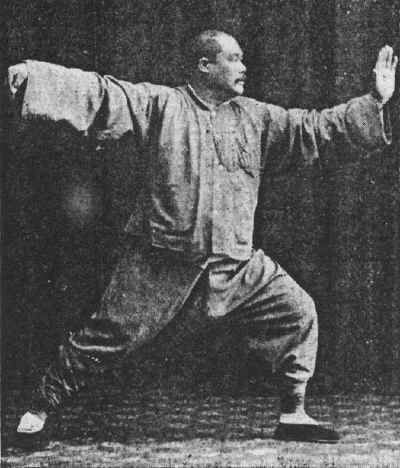
Tai chi meester Yang Ch'eng-fu in de "enkele zweep" houding

Yang-stijl tai chi chuan (vereenvoudigde Chinese karakters: 楊氏; pinyin: yángshì) is vernoemd naar de familie Yang en is de meest beoefende stijl van tai chi ter wereld.

## Geschiedenis
Yang Lu-ch'an (楊露禪), ook bekend als Yang Fu-k'ui (楊福魁, 1799–1872), begon zijn studie van tai chi in 1820 onder Ch'en Chang-hsing van wie hij de Chen-stijl van tai chi leerde. Hij ontwikkelde zich tot een leraar van tai chi. De door hem verder ontwikkelde stijl kreeg de naam Yang-stijl. Yang Lu-ch'an werd vooral bekend omdat hij in 1850 werd  aangenomen door de Chinese keizerlijke familie om tai chi les te geven aan het bataljon van de Keizerlijke Garde in het keizerlijk paleis, wat hij tot zijn dood deed.
De Yang-stijl vormde de basis voor andere belangrijke tai chi stijlen, zoals o.a. Wu-stijl tai chi chuan en Sun-stijl tai chi chuan.
Yang Lu-ch'an leerde de kunst van het beoefenen van tai chi aan:
- zijn tweede zoon, Yang Pan-hou (楊班侯, 1837–1890), die ook werd aangenomen als leraar van vechtsport door de Chinese keizerlijke familie. Yang Pan-hou werd formeel de leraar van Wu Ch'uan-yu (Wu Quanyou), een Mantsjoe-officier in de paleiswacht, hoewel Wu Ch'uan-yu eerder ook was getraind door Yang Lu-ch'an. Wu Ch'uan-yu werd Yang Pan-hou's eerste formele leerling. De zoon van Wu Ch'uan-yu, Wu Jianquan (Wu Chien-ch'uan), ook een officier, werd bekend omdat hij samen met zijn vader de Wu-stijl tai chi chuan ontwikkelde.
- zijn derde zoon Yang Chien-hou (Jianhou) (1839–1917), die op zijn beurt de kunst leerde aan zijn zonen Yang Shao-hou (楊少侯, 1862–1930) and Yang Ch'eng-fu (楊澄甫, 1883–1936).
- Wu Yu-hsiang (Wu Yuxiang, 武禹襄, 1813–1880). Hij ontwikkelde later zijn eigen Wu/Hao-stijl welke over enige generaties verder werd ontwikkeld tot de Sun-stijl tai chi chuan.

## Uitvoering
Yang Ch'eng-fu introduceerde verschillende aanpassingen zoals het weglaten van krachtdadige en plotselinge bewegingen uit de handvorm, maar behield deze in de zwaard-, sabel- en speervorm. De handvorm is langzaam, ruimtelijk en met zachte bewegingen, en gemakkelijk te beoefenen. Aan Yang Ch'eng-fu is grotendeels te danken de gestandaardiseerde en populaire Yang-stijl zoals die heden ten dage wordt beoefend. Yang Ch'eng-fu ontwikkelde ook een verkorte vorm van de Yang-stijl met behoud van de essentiële elementen.
De handvorm van de Yang-stijl vereist veel ruimte daar grote stappen worden genomen en gebaren groot worden uitgevoerd.